# Alvesse (Vechelde)
Alvesse ist ein Ortsteil der Gemeinde Vechelde im niedersächsischen Landkreis Peine.

## Geografie
| Köchingen               | Wierthe                                     | Sonnenberg           |
| Vallstedt               | Kompassrose, die auf Nachbargemeinden zeigt |                      |
| Lebenstedt (Salzgitter) |                                             | Üfingen (Salzgitter) |

## Geschichte
Der Ort ist vermutlich im neunten Jahrhundert entstanden. Die erste urkundliche Erwähnung erfolgte im Jahr 1161 als „Alvotesheim“, später als „Alvedissen“. Um 1204 bezog die Braunschweiger Patrizierfamilie Holtnicker den Zehnten der Alvesser Gemarkung, als Lehen der reichsfreien Edelherren von Meinersen, und besaß zudem ein Allodialgut in Alvesse. Im 15. Jahrhundert erwarben die Andreaskirche und der Rat der Braunschweiger Neustadt weitere Güter.
Im Jahr 1802 hatte Alvesse 188 Einwohner in 25 Feuerstellen. Mit dem Fürstentum Braunschweig-Wolfenbüttel wurde Alvesse 1807 in das von Napoleon geschaffene Königreich Westphalen eingegliedert. Nach dessen Auflösung im Jahr 1813 gehörte der Ort bis 1918 zum Herzogtum Braunschweig.
1810 wurde die Alvesser Bockwindmühle „Auguste“ im Südosten des Dorfes errichtet. Die Mühle blieb bis Mitte des 20. Jahrhunderts in Betrieb. 1973 wurde die Windmühle zerlegt und im Handwerksmuseum Suhlendorf, Landkreis Uelzen, wieder aufgebaut. Aufwändig restauriert ist sie dort seit 1999 wieder in einem mahlfähigen Zustand.
Im Jahr 1875 wurde im Torfmoor des Dummbruchgrabens bei Alvesse das Skelett eines Auerochsen (Bos primigenius) gefunden. Es war eines der vollständigsten je gefundenen Skelette und befand sich ein Jahr später im Bestand des Naturhistorischen Museums in Braunschweig.
Nach der Inbetriebnahme der Bahnstrecke Hildesheim–Braunschweig wurde Alvesse im Jahr 1888 ein Haltepunkt der Bahnlinie und erhielt einen Bahnhof, der im Jahr 1982 stillgelegt wurde.
Alvesses Zuordnung zum Landkreis Braunschweig und sein Status als selbständige Gemeinde endeten am 1. März 1974 im Zuge der Gebietsreform Niedersachsens.
Im Jahr 2015 fand im Park des Rittergutes Alvesse das dritte Festival der Veranstaltungsreihe „Jazz im Park“ statt, eine jährlich in einem anderen Park im Raum Braunschweig stattfindende Veranstaltung der Braunschweigischen Landschaft und der Stiftung Braunschweigischer Kulturbesitz.

## Dorfbild

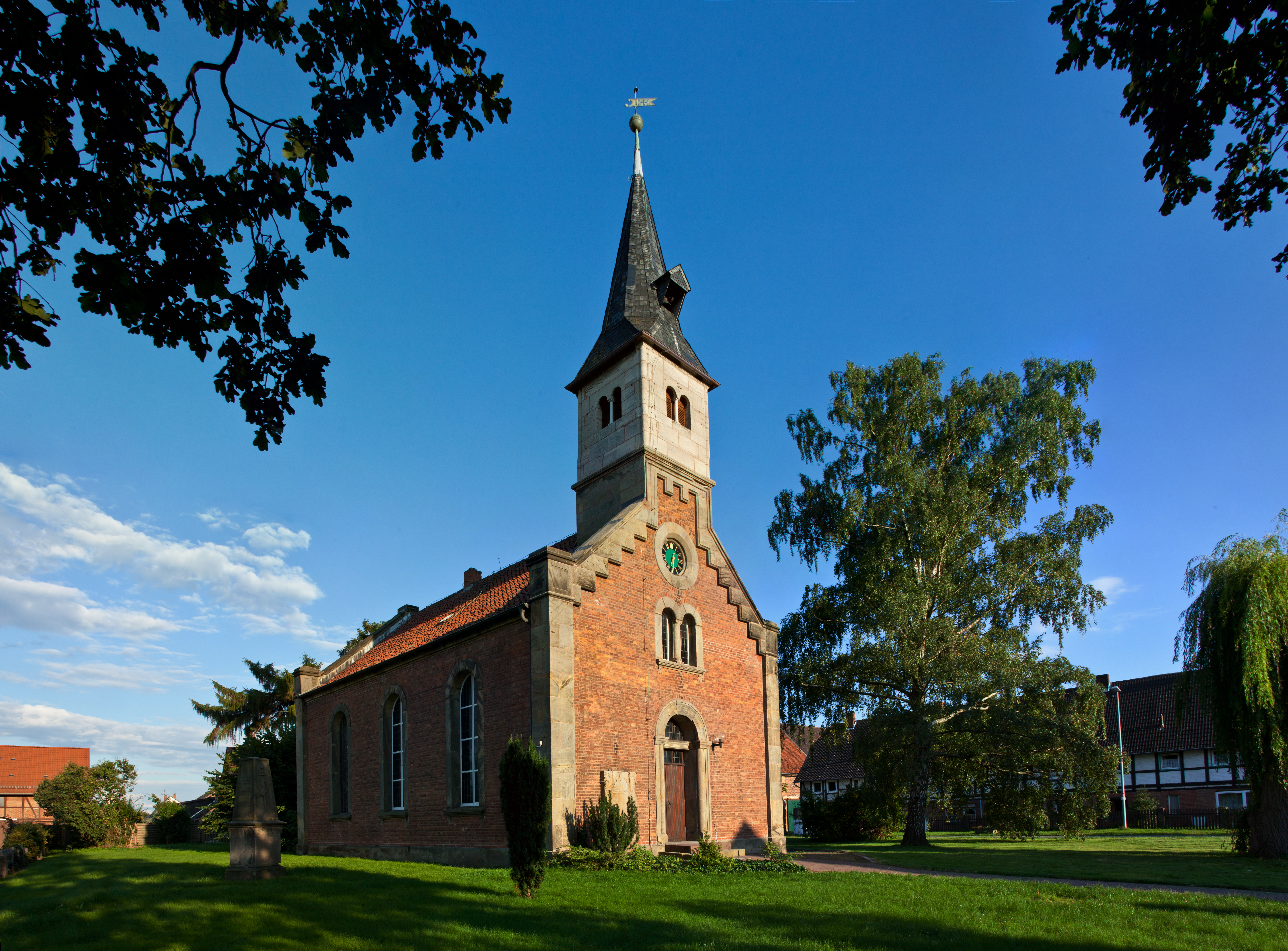
St.-Nicolai-Kirche Alvesse

Alvesse liegt auf einer flachen Bodenwelle zwischen dem Flüsschen Aue und dem Dummbruchgraben. Der Ort hat seinen dörflichen Charakter bewahrt, obwohl viele Bewohner des Dorfes ihrem Erwerb heute hauptsächlich im Oberzentrum Braunschweig oder im nahe gelegenen Industriegebiet im Raum Salzgitter nachgehen.
Das Rittergut Alvesse entstand in der zweiten Hälfte des 19. Jahrhunderts und liegt im Süden des Dorfes. Das Herrenhaus wurde in schlichtem postklassizistischen Stil in einem etwa drei Hektar großen Park errichtet. Der Park ist in Privatbesitz und der Öffentlichkeit nicht zugänglich.
Seit 1984 sind der Dummbruchgraben und seine angrenzenden Landschaftsteile Landschaftsschutzgebiet.

## Politik

### Gemeinderat und Bürgermeister
Auf kommunaler Ebene wird Alvesse von dem Rat der Gemeinde Vechelde vertreten.

### Ortsvorsteher
Der Ortsvorsteher von Alvesse ist Reinhard Kipper.

### Wappen
| Wappen von Alvesse | Blasonierung: „Geständert von Schwarz und Gold; die schwarze Ständerung belegt mit je einer goldenen Kugel.“ |
| Wappen von Alvesse | Wappenbegründung: Grundlage des Wappens von Alvesse ist der geständerte Schild der Ritter Holtnicker, die im 13. Jahrhundert im Dorf begütert waren und sich später als Patriziergeschlecht in Braunschweig niederließen. Die drei Kugeln als Attribut des heiligen Nikolaus gedenken der schon 1353 erwähnten Pfarrkirche, der Vorgängerin der heutigen Kirche. Das Wappen wurde vom Heraldiker Arnold Rabbow gestaltet und am 27. September 1982 durch den Gemeinderat Vechelde einstimmig gebilligt. |

## Persönlichkeiten
- Hans Buttler (1894–1970), evangelisch-lutherischer Theologe und Gegner des NS-Regimes